# Филип Търновски
Филип е епископ на Българската православна църква, митрополит Търновски.

## Биография
Филип Пенчев е роден ок. 1863 в град Търново, Асенова махала.
Учил в родния си град, след което младият Филип напуска страната, за да завърши в 1898 година Киевската духовна академия със званието на действителен студент.
Когато се прибира отново в България, започва да преподава в Търново.
Подстриган е за монах и е ръкоположен в йеромонашески сан с духовното име Филип. Учителската професия отвежда йеромонах Филип в Бачковския манастир, където поема поста ректор на откритото през 1863 г. Духовно (свещеническо) училище към Светата обител.
От 1914 до 1920 година йеромонах Филип е назначен на длъжността протосингел в Доростоло-Червенската митрополия по времето на митрополит Василий Доростолски и Червенски. Повишен е в чин архимандрит.
На 12 декември 1920 година е избран за владика на Търновската митрополия, а на 21 януари 1921 година канонически е утвърден за митрополит.
Продължава усилената проповедническа дейност в епархията. По инициатива на митрополит Филип през 1922 година започва редовнода излиза списание „Търновски епархийски вести“.
Винаги е на разположение на различни духовни и светски събития като по този начин затвърждава присъствието на църквата не само в живота на духовниците и монасите, но и на миряните.
По случай 50-годишния юбилей на габровската Априловска гимназия на 12 юли 1925 година митрополит Филип пристига в Габрово за грандиозното тържество, организирано от габровци, заедно с цар Борис III, княгиня Евдокия, министър Александър Цанков и други високопоставени гости.
Поради болест подава оставката, която приета на 1 юли 1935 година.
12 януари 1939 година почива и е погребан в църковния двор на храм „Успение Богородично" в Асеновата махала (днес квартал Асенов) във Велико Търново, където е бил роден.